# أندريس رولدان
أندريس رولدان هو لاعب كرة قدم كوبي في مركز الوسط، ولد في 28 فبراير 1950 في مدينة سينفويغوس في كوبا. شارك مع منتخب كوبا لكرة القدم. أما مع النوادي، فقد لعب مع FC Cienfuegos ‏.

## وصلات خارجية
- أندريس رولدان على موقع الاتحاد الدولي (مؤرشف)  (الإنجليزية)
- أندريس رولدان على موقع قاعدة بيانات كرة القدم.إي يو (الإنجليزية)
- أندريس رولدان على موقع ناشيونال فوتبول تيمز (الإنجليزية)
- أندريس رولدان على موقع عالم كرة القدم.نت (الإنجليزية)
- أندريس رولدان على موقع اللجنة الأولمبية الدولية (الإنجليزية)
- أندريس رولدان على موقع أوليمبيديا (الإنجليزية)